# Tok tok
Tok tok (izviren angleški naslov: Knock Knock) je ameriška erotična triler-grozljivka iz leta 2015, delo režiserja Elia Rotha, ki je napisal scenarij skupaj z Guillermom Amoedom in Nicolásom Lópezom. V filmu igrajo Keanu Reeves, Lorenza Izzo in Ana de Armas. Film je izdala distribucija Lionsgate Premiere 9. oktobra 2015. Je remake filma Smrtonosna igra (Death Game).

## Vsebina
Evan Webber (Keanu Reeves) je srečno poročen arhitekt, ki ostane sam doma s svojim psom Monkeyem za dan očetov saj ima poškodovano ramo, medtem ko njegova družina odide na plažo. Njegova žena Karen je uspešna umetnica (Ignacia Allamand), ki svojemu pomočniku Louisu (Aaron Burns) prepusti v skrb skulpturo, ki jo je treba premestiti v galerijo.
Zvečer na Evanova vrata potrkata dekleti Genesis (Lorenza Izzo) in Bel (Ana de Armas). Evan jima odpre in povesta mu, da se odpravljata na zabavo vendar ne poznata naslova. Tako jima Evan ponudi internet, da najdeta naslov mesta kjer je zabava. Dekleti se počutita, kot doma in Evan jima predvaja nekaj svojih skladb, saj je bil včasih DJ. Dekleti nato odideta v kopalnico, ko pride njun prevoz. Evan jih skuša prepričati, da odideta vendar ga onidve izkoristita in skupaj imajo trojčka.
Evan ugotovi, da sta dekleti uničili ženino skulpturo. Ko Evan zagrozi s policijo, mu dekleti povesta da sta mladoletni. Vivian (Colleen Camp), Karenina prijateljica obišče Evana in ko opazi dekleti jezno odide. Evan nato zagrozi, da bo prijavil vlom in dekleti se strinjata, da bosta odšli domov.
Ko se vrne domov pospravi nered in se opravi delat. Ravno, ko končuje svoj projekt zasliši čudne zvoke. Nato najde zlomljeno sliko svoje družine in Genesis ga onesposobi z eno izmed ženinih skulptur. Bel se obleče v šolsko uniformo njegove hčerke in skoči nanj. Evan jo zavrne, vendar mu dekleti zagrozita,da bosta poklicali njegovo ženo, če se ne bo držal njunih metod. Bel ga posili in Genesis vse to posname, vendar se Evan osvobodi in spravi Bel iz sebe. Dekleti ga spet onesposobita in privežeta na stol.
Louis pride po Karenino skulpturo in najde zvezanega Evana, vendar še preden mu uspe pomagati zasliši uničevanje skulpture. Louis doživi astmatični napad in dekleti mu vzameta inhalator. Ko ga skuša dobiti nazaj se udari v glavo in se ubije. Dekleti nato izkopata grob za Evana na dvorišču. Tako ga zakopljeta vanj, vendar na površju pustita le glavo. Genesis naloži video Evana in Bel v postelji na Facebook. Dekleti ga nato pustita tam samega, sabo vzameta Monkeya in odideta. Karen in otroci prispejo domov in brez besed opazijo razdejanje po hiši.

## Igralci
- Keanu Reeves kot Evan Webber
- Lorenza Izzo kot Genesis
- Ana de Armas kot Bel
- Ignacia Allamand kot Karen Alvarado
- Aaron Burns kot Louis
- Colleen Camp kot Vivian